# Volta a El Salvador femenina
La Volta a El Salvador femenina és una competició ciclista salvadorenca femenina per etapes que es disputa per les carreteres d'El Salvador. Fou creada el 2012 i forma part del calendari internacional de l'UCI dins de la categoria 1.1. Anteriorment hi havia hagut del 2004 al 2008 la Vuelta Ciclista Femenina a El Salvador.
Durant els dies anteriors i posteriors s'aprofita l'estada de les ciclistes al país per fer altres competicions ciclistes com es mostra al palmarès d'aquesta pàgina.

## Palmarès
| Any  | Vencedora               | Segona                  | Tercera                   |
| ---- | ----------------------- | ----------------------- | ------------------------- |
| 2004 | Evelyn García Marroquín | Tanja Hennes            | Sigrid Corneo             |
| 2005 | Edita Pučinskaitė       | Evelyn García Marroquín | Sigrid Corneo             |
| 2006 | Aimee Vasse             | Marta Vilajosana Andreu | Grace Fleury              |
| 2007 | Evelyn García Marroquín | Tetiana Stiàjkina       | Jeannie Longo             |
| 2008 | Tetiana Stiàjkina       | Marianne Vos            | María Isabel Moreno Allué |
| 2012 | Clemilda Fernandes      | Tatiana Guderzo         | Evelyn García Marroquín   |
| 2013 | Noemi Cantele           | Alena Amialiússik       | Sérika Gulumá             |
| 2014 | Mara Abbott             | Alena Amialiússik       | Olga Zabelínskaia         |
| 2024 | Elena Hartmann          | Tamara Balabolina       | Antri Christoforou        |
| 2025 | Elena Hartmann          | Usoa Ostolaza Zabala    | Yanina Kuskova            |

## Palmarès Gran Premi de Santa Ana
| Any  | Vencedora         | Segona            | Tercera      |
| ---- | ----------------- | ----------------- | ------------ |
| 2006 | Olivia Gollan     | Liza Rachetto     | Grace Fleury |
| 2007 | Tatiana Stiajkina | Evelyn García     | Edwige Pitel |
| 2008 | Marianne Vos      | Tatiana Stiajkina | Alona Andruk |

## Palmarès Volta a Occident
| Any  | Vencedora    | Segona            | Tercera        |
| ---- | ------------ | ----------------- | -------------- |
| 2008 | Marianne Vos | Tatiana Stiajkina | Maribel Moreno |

## Palmarès Gran Premi GSB
| Any  | Vencedora          | Segona           | Tercera          |
| ---- | ------------------ | ---------------- | ---------------- |
| 2012 | Evelyn García      | Arlenis Sierra   | Alena Amialyusik |
| 2013 | Clemilda Fernandes | Alena Amialyusik | Noemi Cantele    |
| 2014 | Olga Zabelínskaia  | Alena Amialyusik | Mara Abbott      |

## Palmarès Gran Premi El Salvador
| Any  | Vencedor           | Segon             | Tercer            |
| ---- | ------------------ | ----------------- | ----------------- |
| 2012 | Noemi Cantele      | Tatiana Guderzo   | Amber Neben       |
| 2013 | Silvia Valsecchi   | Márcia Fernandes  | Martina Růžičková |
| 2014 | Alena Amialiússik  | Olga Zabelínskaia | Mara Abbott       |
| 2024 | Valentina Basilico | Tamara Balabolina | Sylvie Swinkels   |
| 2025 | Laura Tomasi       | Sara Fiorin       | Mia Griffin       |

## Palmarès Gran Premi d'Orient
| Any  | Vencedora     | Segona              | Tercera            |
| ---- | ------------- | ------------------- | ------------------ |
| 2013 | Noemi Cantele | Lorena María Vargas | Clemilda Fernandes |
| 2014 | Mara Abbott   | Flavia Oliveira     | Sharon Laws        |

## Palmarès Gran Premi Suf City El Salvador
| Any  | Vencedora          | Segona        | Tercera                 |
| ---- | ------------------ | ------------- | ----------------------- |
| 2024 | Antri Christoforou | Elena Pirrone | Karen Lorena Villamizar |
| 2025 | Kaja Rysz          | Laura Tomasi  | Sara Fiorin             |

## Palmarès Gran Premi Presidente
| Any  | Vencedora         | Segona             | Tercera                   |
| ---- | ----------------- | ------------------ | ------------------------- |
| 2024 | Elena Hartmann    | Giorgia Vettorello | Tamara Dronova-Balabolina |
| 2025 | Dilyxine Miermont | Morgane Coston     | Petra Stiasny             |

## Palmarès Gran Premi MOPT
| Any  | Vencedora                 | Segona                    | Tercera          |
| ---- | ------------------------- | ------------------------- | ---------------- |
| 2024 | Aranza Valentina Villalón | Tamara Dronova-Balabolina | Anna Kiesenhofer |